# Callianthemum miyabeanum
Callianthemum miyabeanum är en ranunkelväxtart som beskrevs av Tatewaki. Callianthemum miyabeanum ingår i släktet Callianthemum och familjen ranunkelväxter. Inga underarter finns listade i Catalogue of Life.